# Vassili Blokhine
Pour les articles homonymes, voir Blokhine.
Vassili Mikhaïlovitch Blokhine (en russe : Васи́лий Миха́йлович Блохи́н), né le 7 janvier 1895 à Gavrilovskoïe dans le gouvernement de Vladimir (Empire russe) et mort le 3 février 1955 à Moscou, est un bourreau et militaire soviétique. 
Major-général (russe : Генерал-майор) des services secrets soviétiques, il est spécialisé dans l’élimination physique des prisonniers politiques et les tueries de masse de 1926 à 1953. Sa capacité de travail, son sérieux et son sens de l’organisation l’ont amené, au bout de 27 ans de service dans la Tchéka puis l’OGPU et le NKVD, au poste d’exécuteur en chef. Joseph Staline lui confiait personnellement les missions d’élimination importantes, visant tant de nombreux contingents de population que des personnalités en vue du régime (dans le cadre des Grandes Purges).
Blokhine est sans doute l'un des plus grands meurtriers de l'Histoire : on lui attribue environ 20 000 exécutions accomplies de ses propres mains, dont 7 000 dans le cadre du massacre des officiers polonais faits prisonniers après l’invasion de la Pologne en 1939, lors des massacres de Katyń,. Il a été surnommé « le bourreau de Staline ».
Déchu de ses fonctions et de ses titres lors de la déstalinisation, il sombre dans l'alcoolisme et la maladie mentale avant de mourir par suicide ou d'un infarctus du myocarde en 1955.

## Jeunesse et ascension au Guépéou
Né le 7 janvier 1895 au sein d’une famille de paysans à Gavrilovskoïe, un village du gouvernement de Vladimir, Blokhine est berger, palefrenier et maçon avant d'être incorporé à l’armée impériale russe lors de la Première Guerre mondiale.
Il s’engage dans la Tchéka en mars 1921 et est admis au Parti communiste. En 1926, Joseph Staline le remarque pour son zèle à s'acquitter du « travail noir » (чёрная работа, tchernaïa rabota, le « sale boulot » des éliminations physiques) et en fait son homme de main. En six ans, il devient le chef de la Kommandantura, un service du NKVD ne dépendant que du secrétaire général du PC Staline, qui l’emploie pour des missions létales. La Kommandantura, dont les effectifs étaient environ ceux d'une compagnie, était basée à la Loubianka. Nommé par Staline lui-même, et ne prenant d’ordres que de lui, le personnel de la Kommandantura ne fut que peu touché par les trois purges qui décimèrent successivement l’OGPU puis le NKVD.
Blokhine avait reçu le titre officiel de « directeur de la prison interne de la Loubianka », ce qui lui permettait, en tant qu’exécuteur en chef, de mener à bien les ordres de Staline, dans les meilleurs délais et sans paperasserie superflue ni ingérence extérieure.
Sa carrière progresse rapidement : il est capitaine le 12 septembre 1935, major le 14 mars 1940, colonel le 14 février 1943, commissaire le 14 octobre 44, major-général le 7 septembre 1945. Blokhine a été aussi diplômé de l'Institut d'ingénierie de Moscou en 1937.

## Bourreau de la nomenklatura
Sur les 828 000 exécutions arbitraires accomplies sous Staline, le plus grand nombre fut effectué par les équipes du NKVD sur ordre de troïkas locales, mais les tueries de masse et les liquidations de personnalités en vue étaient dévolues à la Kommandantura.

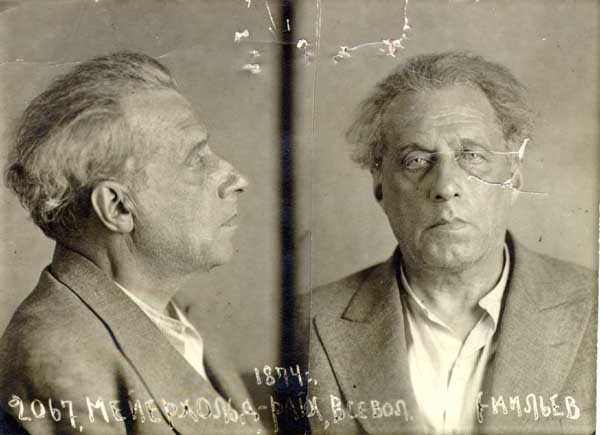
Le dramaturge Vsevolod Meyerhold, photographié par le NKVD après son arrestation fin juin 1939. Il a été exécuté par Blokhine le 2 février 1940, après s’être rétracté et avoir protesté par écrit auprès de Molotov contre les tortures qui lui étaient infligées pour lui faire avouer qu'il était un espion à la solde du Japon et de la Grande-Bretagne. Son épouse, l'actrice Zinaida Reich, avait été assassinée de 17 coups de poignard à la mi-juillet 1939, dans leur appartement de Moscou.

En ce qui concerne les personnalités du régime tombées en disgrâce, leur torture (visant à obtenir des « aveux », éventuellement avant un procès à grand spectacle) puis leur liquidation (par balle dans la nuque) étaient réservées à Blokhine. Ce fut le cas en particulier de nombreux « Vieux Bolcheviques », dont Zinoviev et Kamenev condamnés en application de l’Article 58 du code pénal de la RSFSR à l’issue du « procès des 16 » (août 1936), du maréchal Mikhaïl Toukhatchevski (après le « procès des généraux de l'Armée rouge ») et de deux ex-directeurs du NKVD : Guenrikh Iagoda (après le « procès des 21 », en 1938) et Nikolaï Iejov (1940).

### Cas particuliers traités par Blokhine
- Stanislav Kossior, un des responsables du Parti Communiste ukrainien, responsable de l'application de la collectivisation de l'agriculture en Ukraine et de l'Holodomor consécutive, est arrêté en 1938. Il supporte les tortures du NKVD et refuse d'« avouer », mais plie quand on le force à assister au viol de sa fille âgée de 16 ans ; il est condamné à mort et exécuté en 1939[11].

- Grigori Koulik, maréchal et héros de l'Union soviétique, connu pour avoir, en s'opposant à Lev Mekhlis et à Béria, plaidé en 1939 auprès de Staline pour que les 150 000 prisonniers de guerre polonais ne soient pas tous exécutés. Son épouse, Kira Simonich, est assassinée par Blokhine, sur ordre de Staline, au moment de sa promotion au grade de maréchal[12]. Koulik est emprisonné en 1947, et exécuté lui aussi par Blokhine en 1950.

- Nikolaï Iejov, directeur du NKVD de septembre 1936 à novembre 1938, prédécesseur de Lavrenti Beria et ancien supérieur hiérarchique de Blokhine. Selon Simon Sebag Montefiore, in Stalin: The Court of the Red Tsar. Random House Digital,  (ISBN 0-307-42793-5), p. 322-323 : « Le 16 janvier 1940, Staline signa 346 condamnations à mort […] entre autres celles d'Isaac Babel, Vsevolod Meyerhold, Mikhaïl Koltsov […] Iejov est emmené dans une salle spéciale sise 7, allée Varfionosevski (une salle au sol incliné, avec un manche d'arrosage, qu'il avait lui-même conçue) ; Béria, le procureur A.P. Afanassev et l'exécuteur Blokhine l'y attendent. » Et Montefiore ajoute que Iejov ne pouvait passer en jugement public, et que sa mort resta secrète pendant des mois (on le disait interné dans un asile psychiatrique)[13].

- Eicke, Robert Indrikovich (Эйхе, Роберт Индрикович), letton, un des agents de la dékoulakisation et membre d'une troïka impitoyable. Il a déjà été auparavant longuement torturé, et même condamné, mais Beria veut personnellement lui arracher d'ultimes aveux. Eicke, saignant profusément d'un œil énucléé, persiste dans ses dénégations ; Blokhine l’achève.

### D’autres victimes de Blokhine
Les généraux Iona Yakir et Ieronim Ouborevitch, le diplomate Lev Karakhan, le militant communiste ukrainien Emmanuel Quiring, le dirigeant bolchévique Ivar Smilga, le dirigeant du komsomol Alexandre Kossarev (Косарев, Александр Васильевич, 1903-1939), Vlas Tchoubar, militant communiste ukrainien ayant participé à l'Holodomor (1939), Mikhaïl Frinovski, adjoint de Nikolaï Iejov, les écrivains Mikhaïl Koltsov, Isaac Babel, le dramaturge Vsevolod Meyerhold…

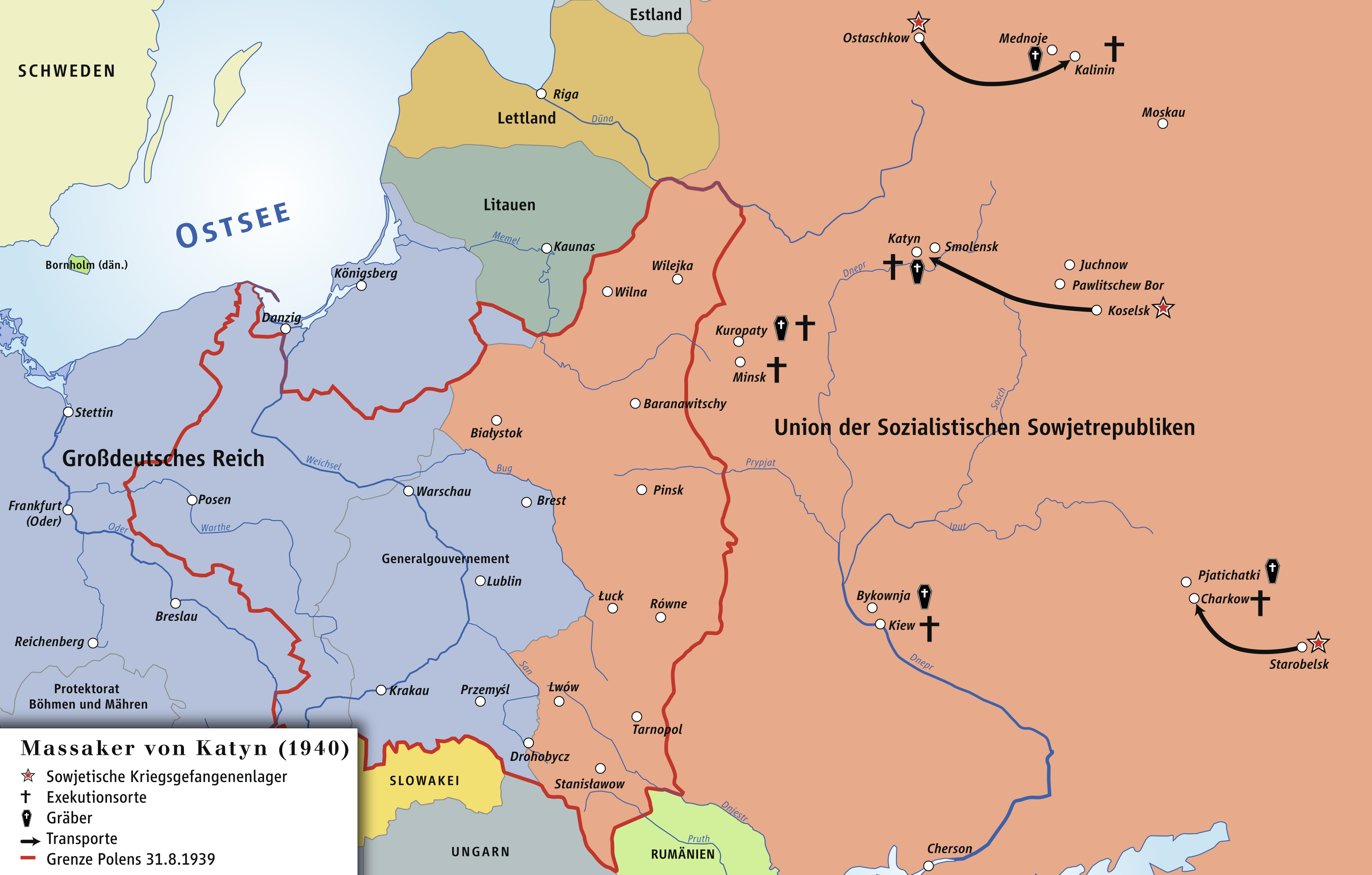
Carte montrant la répartition géographique des massacres dits « de Katyn ». Kalinine (aujourd’hui Tver) est le site le plus au Nord ; les 6400 assassinats qui y ont eu lieu de la main de Blokhine comptent pour un tiers environ du massacre de masse perpétré par le NKVD début 1940 sur plus de 20000 prisonniers de guerre polonais.

Pour son travail sans faille durant les Grandes Purges, Blokhine reçoit l'ordre de l'Insigne d'honneur en 1937.

## Cheville ouvrière des massacres dits «de Katyń»
Blokhine donne toute sa mesure après l’invasion de la Pologne par l'URSS (17 septembre 1939) : il est nominalement chargé de la liquidation du tiers environ (6 500 hommes) des 22 000 officiers polonais prisonniers de guerre, crime de guerre connu sous le nom de massacre de Katyn, et réussit à accomplir sa tâche en moins d’un mois, aidé d’une équipe d’une trentaine d’agents du NKVD.

### Contexte
En mars 1940, l'Union soviétique vient de signer un traité de paix avec la Finlande après avoir presque perdu la guerre d'Hiver, et a été chassée de la SDN pour avoir attaqué son petit voisin. Par ailleurs, en URSS la polonophobie est alors une politique publique objective : l'invasion de la Pologne le 17 septembre 1939 par les troupes soviétiques a succédé à une opération nationale d'épuration ethnique de grande ampleur, dirigée par le NKVD contre les Polonais (ou ceux qui sont supposés être Polonais) vivant en URSS (voir Polish Operation of the NKVD (1937–38)).

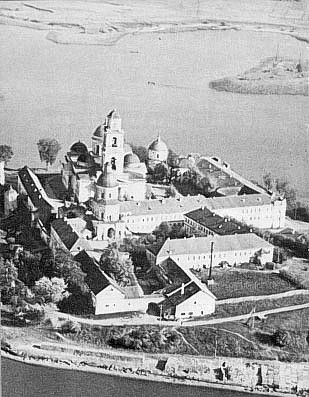
Le monastère de St-Nil, sur l'île Stolobny, près d'Ostachkov (oblast de Tver), sert de prison à environ 7000 officiers polonais faits prisonniers en septembre 1939. Ils sont assassinés par Blokhine en avril 1940 à 200 km de là, à Kalinine (aujourd'hui Tver), et enterrés au charnier soviétique de Mednoïe.

Le substrat légal de cette opération nationale anti-Polonais (qui a eu pour résultat en URSS l'arrestation de 140 000 Polonais et la mise à mort de 111 000 d'entre eux) est l'ordre Приказ НКВД от 11.08.1937 № 00485  (directive NKVD Order No. 00485 (en), adopté par le Politburo le 9 août 1937 et signé par Nikolaï Iejov deux jours plus tard. Et le 5 mars 1940, à la suite d'une note de Beria adressée à Staline, quatre membres du Politburo (Staline, Kliment Vorochilov, Molotov et Mikoyan) signent le « protocole N° 13 », l'ordre d'exécuter 25 700 Polonais, des prisonniers de guerre étiquetés « résolument hostiles à l'Union soviétique » détenus dans des camps de concentration en Ukraine et en Biélorussie.
L'organisation pratique du massacre est confiée à C. C. Merkoulov, chef de la 1re division spéciale du NKVD, et à ses adjoints Koboulov and Bachtakov, le chef de la cellule NKVD de Kalinine étant alors Dmitri Stepanovitch Tokarev (Дмитрий Степанович Токарев). L’équipe désignée pour travailler à Kalinine comprend aussi le major du NKVD Nikolaï Sinegoubov (Николай Иванович Синегубов), et le kombrig Mikhaïl Krivenko (Михаил Спиридонович Кривенко)
Par ailleurs, Beria, après avoir éliminé les collaborateurs de son prédécesseur Nikolaï Iejov (exécuté le 3 février 1940) avait proposé à Staline de liquider aussi le plus éminent d’entre eux : Blokhine. Mais Staline refuse, et Beria a noté sur le dossier de Blokhine que l’intéressé, convoqué par son directeur et averti des soupçons qui pesaient sur lui, a protesté de son innocence et de son dévouement total, et a promis d’en donner la preuve dès que l’occasion s’en présenterait.

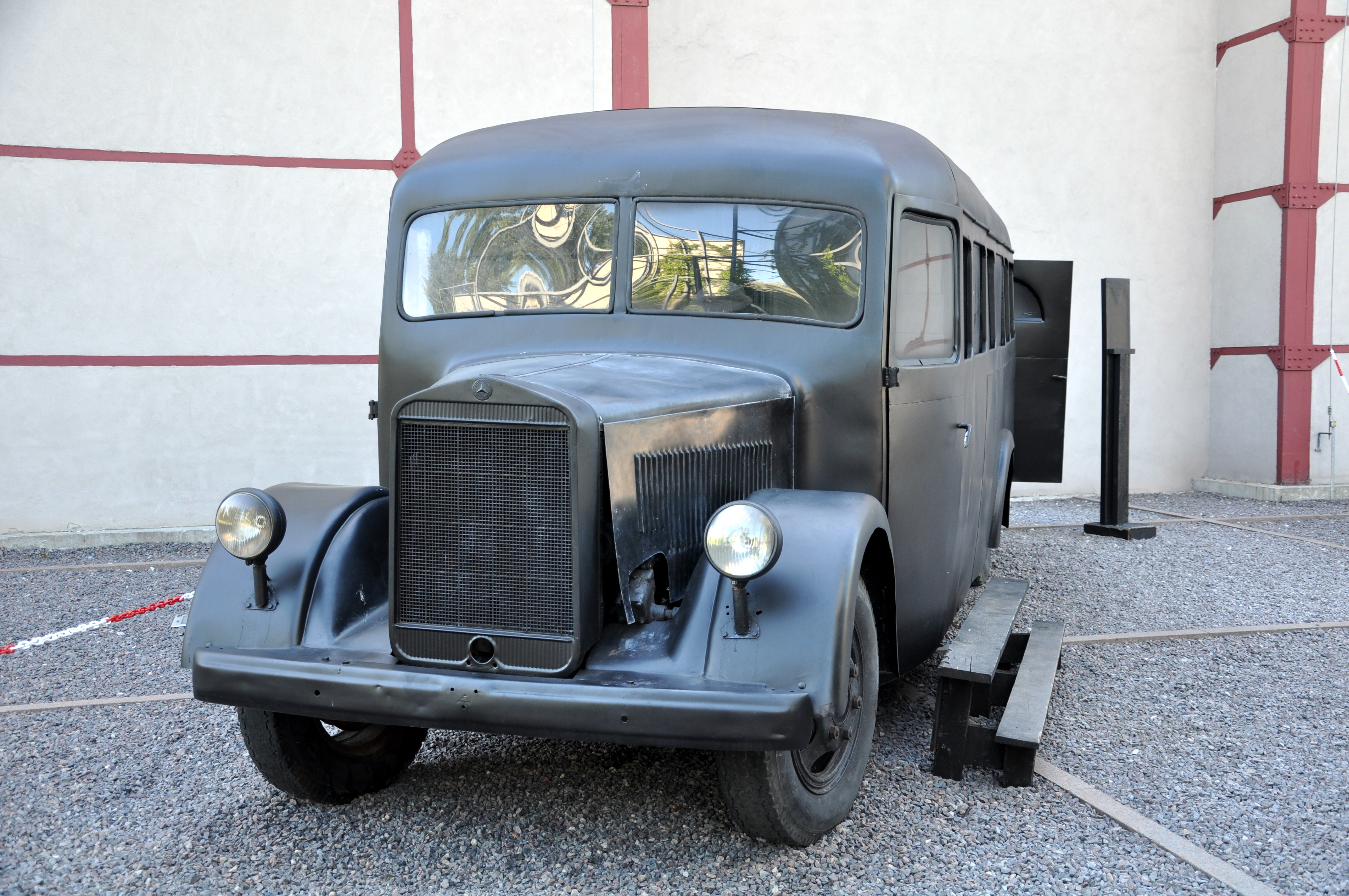
Amenés par train de leur prison de l'île Stolobny, près d'Ostachkov, les prisonniers de guerre polonais étaient débarqués à 200 km de là dans une petite station des faubourgs de la ville de Kalinine (aujourd’hui Tver), chargés dans les cars spéciaux Mercedes-Benz surnommés черный ворон (tcherny voron, « corbeau noir »), qui contenaient une cinquantaine de prisonniers, et amenés au siège du NKVD de Kalinine pour y être exécutés.

### Organisation pratique du meurtre de masse
Blokhine a fait aménager un sous-sol du local du NKVD de Kalinine (aujourd’hui Tver), afin de pouvoir y liquider à la chaîne 250 prisonniers par nuit, pendant le mois d’avril 1940.
À la tombée de la nuit, 250 officiers polonais, sélectionnés au camp d’Ostachkov, sont amenés dans les cars « corbeaux noirs » au local du NKVD à Kalinine. Un par un, ils sont introduits dans la « salle léniniste », aux murs peints en rouge et où trône une statue de Lénine en plâtre ; un secrétaire vérifie et note sur un registre l’identité du sujet. Puis le prisonnier menotté est introduit par deux gardes dans la salle contiguë : sol de béton en pente, tuyau d’eau, insonorisation par sacs de sable, dans le mur un gros ventilateur tourne à grand bruit ; il est forcé à s’agenouiller, tête baissée, face au mur garni de planches épaisses. Une porte s’ouvre dans le fond de la salle, et Blokhine, vêtu d’un grand tablier, ganté de cuir jusqu’aux coudes, botté, casquette enfoncée sur les yeux protégés par des lunettes, entre et approche rapidement du prisonnier, son pistolet Walther PP calibre 7,65 × 17 mm Browning  à bout de bras. Il loge une balle dans la nuque du prisonnier, en s’écartant pour éviter les éclaboussures de sang. Les aides traînent immédiatement le supplicié à l’extérieur par une autre porte, l’achèvent à la baïonnette si nécessaire, le chargent sur un camion-plateau qui attend, rincent à grande eau le sol de l’abattoir.

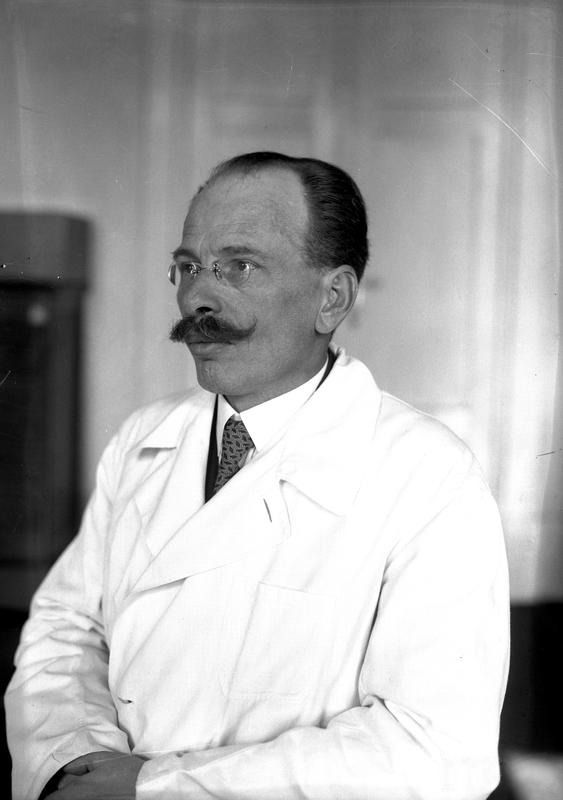
Photographié avant-guerre, un des 20000 officiers polonais prisonniers de guerre assassinés au printemps 1940 par le NKVD : le professeur Stefan Kazimierz Pieńkowski, neuro-psychiatre, 55 ans, officier de réserve, tué à Katyn avec 4400 autres prisonniers du camp de Kozielsk. Il y a eu 3800 morts provenant du camp de Starobelsk, 6400 (dues à Blokhine et son équipe) à Kalinine (aujourd’hui Tver), et 7300 dans d’autres camps d’Ukraine et de Biélorussie.

Trois minutes plus tard, Blokhine attend derrière la porte et le prisonnier suivant est introduit. Blokhine et ses aides travaillent ainsi pendant une dizaine d’heures chaque nuit ; à l’aube, ils prennent un casse-croûte abondamment arrosé de vodka. Les corps ont été emmenés jusqu’au charnier (des tranchées de 10 mètres de long creusées par une pelleteuse du NKVD dans des champs à l’écart, près du village de Mednoïe, déversés, alignés, et recouverts de terre avant le jour. À la fin du mois, Blokhine (qui n’a été quelque peu aidé pour les exécutions que par le lieutenant du NKVD Andreï M. Roubanov) a tué plus de 6 500 officiers polonais.
Pour son travail à Kalinine en avril 1940, Blokhine reçoit les félicitations du sekgen Staline, une prime d'un mois de salaire et est décoré de l'Ordre du Drapeau rouge.

### Choix des 6 400 victimes
À Ostachkov étaient internés des officiers de réserve qui, dans le civil, sont des propriétaires terriens, des juristes, des enseignants, des prêtres, des médecins et des pharmaciens. Selon d’autres sources, il s’agit de boyscouts, de gendarmes, de garde-frontières, d’officiers de police et de gardiens de prison.
La sélection des prisonniers à éliminer était dirigée en haut lieu par le directeur du « Service des prisonniers de guerre » du NKVD, le major-général P. K. Soprounenko et sur le terrain par le Commissaire du Peuple de la Sécurité d'État V. N. Merkoulov et son adjoint B. Z. Koboulov, aidés d’enquêteurs du NKVD (comme Vassili Zaroubine (en)), qui étaient chargés des interrogatoires dans les camps de prisonniers de guerre polonais, et d’officiers spécialistes des transports et de la logistique.

## Guerre et après-guerre

Olga Kameneva, sœur de Trotski et veuve de Lev Kamenev. En septembre 1941, lors de l’invasion allemande, sur ordre express de Staline, le NKVD tua dans un bois 175 prisonniers politiques extraits de la prison d'Orel (cf. les Exécutions de la forêt de Medvedev), dont Olga Kameneva, Christian Rakovski et Maria Spiridonova.

Pendant la grande guerre patriotique de 1941-1945, l’activité létale des « bataillons spéciaux » du NKVD (Blokhine est nommé major du NKVD en 1940 et colonel en 1943) connaît un pic dû à l’état d’urgence provoqué par la soudaine invasion des troupes du IIIe Reich (opération Barbarossa) : meurtres de masse de suspects enfermés dans les prisons avant l’arrivée des troupes allemandes, création et encadrement de bataillons de strybki (voir Destruction battalions) dans le cadre de la politique de la terre brûlée, accélération dès fin juin 1941 de la purge de l'Armée rouge en 1941, en application des ordres spéciaux de Staline, afin de galvaniser la résistance et de stopper la reculade. Puis le NKVD participe à l’encadrement et à la stimulation des troupes lors de la contre-attaque (« bataillons de blocage »), à l’élimination des traîtres et espions, à la neutralisation des membres supposés d’une éventuelle Ve colonne.
Au début des années 1950, l’activité de la Kommandantura diminue globalement, mais se focalise sur les Juifs : en particulier treize Juifs soviétiques, arrêtés en 1948 ou 1949, puis détenus dans des conditions très sévères et longuement torturés, sont exécutés lors de la nuit des poètes assassinés (12 août 1952). Et début 1953 est révélé le prétendu complot des blouses blanches.

## Déchéance et mort
Après la mort de Staline (le 5 mars 1953), Blokhine, qui a procédé trois jours auparavant à une dernière exécution, est en arrêt-maladie en date du 2 avril 1953. Le 23 novembre 1954, Blokhine est déchu de son grade de major général du NKVD et révoqué pour forfaiture.
Lors du départ forcé de Blokhine en 1953, Beria, qui connaîtra lui-même sa chute et son exécution cette année-là, mentionne ses 27 années de « service irréprochable ». Le style d'une allocution de départ a été imité par un journaliste d'Ogoniok : « Non seulement le major-général Blokhine en a pris le temps, mais il estimait même de son devoir de participer personnellement à des “activités de routine”. Et quand il devait s'occuper d'un “ennemi du peuple” particulièrement important — et cela même s'il s'agissait d'un ancien collègue de travail — il montrait à ses subordonnés la meilleure façon de manier le revolver Nagant (d'acier) bleui ». Pendant la période de déstalinisation instaurée par Khrouchtchev, Blokhine souffre d’hypertension grave et est devenu sévèrement alcoolique et mentalement troublé. Il meurt (officiellement d’un suicide, ou d'un  infarctus du myocarde, ou peut-être empoisonné) le 3 février 1955 à Moscou, à l'âge de 60 ans.
L'article L'Homme au tablier de cuir (Человек в кожаном фартуке) de Novaïa Gazeta déclare que par une ironie du sort, Blokhine repose au même endroit que la plupart de ses victimes, au cimetière Donskoï. D'après l'article Bourreaux et victimes (Палачи и жертвы) du magazine russe The New Times, Blokhine serait enterré au cimetière Donskoï : section no 1, allée 2, non loin de la sépulture de Sergueï Mouromtsev. Apparemment la mémoire de Blokhine est loin d'être abhorrée de tous : sa tombe est décorée de plantes vertes et de fleurs colorées en plastique, déneigée en hiver, et une pierre neuve, noire et brillante (on y voit gravées deux silhouettes massives : celle de Blokhine et celle de son épouse) a été installée récemment, un petit banc de bois permet aux visiteurs de s'asseoir. Comme l’écrit Ogoniok, qui toutefois mentionne le cimetière de Novodievitchi  « …lors de la visite du prestigieux cimetière de Novodievitchi. Ici, dans sa partie ancienne, littéralement à un jet de pierre de la tombe de Gogol, Tchekhov, Maïakovski, de généraux défenseurs de la Patrie, d'ingénieurs de classe mondiale, de scientifiques, d'artistes, vous trouverez les monuments bien entretenus (des anciens du) “groupe spécial”. »
Leur plaque de marbre est parfois marquée d'un mot dessiné à la bombe à peinture : палач (palatch, « bourreau »).

## Décorations reçues par Blokhine
(certaines lui ont été décernées en secret)
- Médaille du travail de la Tchéka (deux fois)
- Ordre de l'Étoile rouge (1936)
- Ordre de l'Insigne d'honneur (1937)
- Ordre du Drapeau rouge (deux fois : 1940 et 1944)
- Ordre du Drapeau rouge du Travail (1943)
- Ordre de Lénine (1945)
- Ordre de la Guerre patriotique, 1re classe (1945)

## Collègues et adjoints de Blokhine

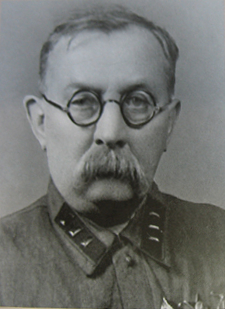
Piotr I. Maggo.

- Le Letton Piotr Ivanovitch Maggo (1879-1941) « ressemble à un comptable, un médecin de campagne, ou un instituteur de province. Ce n'est pas le bourreau le plus productif du GPU. On ignore combien de litres de vodka apaisante et combien de seaux d'eau de cologne rafraîchissante[37] a utilisé Maggo pendant ses années de service au KGB. Mais selon les archives portant sa signature, Piotr Maggo a tué personnellement plus de 10 000 personnes […] »[38]. Maggo avait refusé un avancement mérité, apparemment pour pouvoir continuer à partir en mission d'épuration dans les prisons de l'URSS. Il meurt lors d'un accès de delirium tremens.

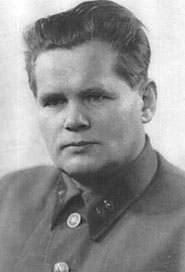
Nikolaï Sinegoubov (1896-1980), spécialiste des transports, collaborateur de Blokhine à Kalinine en avril 1940, dirigeait la logistique de l’opération « élimination des officiers polonais ».

- Le Letton Ernest Ansovitch Mach (1898-1945), berger analphabète parvenu par son assiduité au travail jusqu'au grade de commandant du NKVD ; démis de ses fonctions pour maladie mentale : après avoir exécuté deux douzaines de condamnés, il avait intimé à un de ses collègues l'ordre de se déshabiller et de s'aligner face au mur.
- Les Géorgiens Sardion Nadaraya et Rafael Sarkisov, sicaires et rabatteurs de Lavrenti Beria. Nadaraya, geôlier à Tiflis, parvenait à tuer de sa main 500 personnes en une nuit ; devenu garde du corps de Béria et colonel, il est condamné après la chute de son protecteur à 15 ans de prison. Libéré par anticipation, il a vécu ensuite tranquillement chez lui.
- Les frères Ivan et Vassili Chigalev
- Un certain P. A. Iakovlev, chauffeur personnel de Staline (certains gardes du corps de Staline étaient aussi des exécuteurs du NKVD), sera liquidé pendant la Iejovtchina.
- un certain Isaïe Berg eut l'idée d'un car dont les gaz d'échappement asphyxiaient les passagers pendant le trajet entre les prisons de la Loubianka et de la Boutyrka. Berg, geôlier en chef à la Loubianka, avait ordonné par circulaire à ses subordonnés d'inciter les condamnés à ne pas crier « Vive Staline ! » juste avant de mourir, cette acclamation étant inappropriée en ces circonstances.

La fonction de bourreau, qui restait absolument secrète hors de la Loubianka, donnait droit à des avantages sociaux non négligeables pour l'époque (gratifications, primes, cadeaux, séjours en villégiature pour l'agent et sa famille), tout en assurant un avancement rapide et surtout une sécurité que les autres membres du NKVD, exposés à des purges répétées, devaient envier.
La plupart des bourreaux du NKVD sont morts relativement jeunes, d'alcoolisme, de décompensation névrotique, de maladies cardio-vasculaires, par suicide - ou liquidés par leurs collègues, sur ordre.